# Dipodillus campestris
Dipodillus campestris és una espècie de mamífer rosegador de la família dels múrids. Viu a Algèria, Egipte, Líbia, Mali, el Marroc, el Níger, el Sudan i Tunísia. Els seus hàbitats naturals són les zones àrides (sovint amb el sòl sorrenc o endurit) i la terra arable. És una espècie en risc mínim, és a dir, no sembla que hi hagi cap amenaça significativa per a la seva supervivència.